# إدوين أغيلار
إدوين أغيلار (بالإسبانية: Edwin Aguilar) (7 أغسطس 1985 ببنما في بنما - ) هو لاعب كرة قدم بنمي في مركز الهجوم. شارك مع منتخب بنما لكرة القدم. أما مع النوادي، فقد لعب مع أمريكا دي كالي وDeportivo Anzoátegui S.C. ‏ وسبورتينغ سان ميغيليتو وريال قرطاجنة وC.D. Veracruz Premier ‏ ونادي تاورو ‏.

## وصلات خارجية
- إدوين أغيلار على موقع الاتحاد الدولي (مؤرشف)  (الإنجليزية)
- إدوين أغيلار على موقع قاعدة بيانات كرة القدم.إي يو (الإنجليزية)
- إدوين أغيلار على موقع ناشيونال فوتبول تيمز (الإنجليزية)
- إدوين أغيلار على موقع Soccerway.com (الإنجليزية)